# Un altre pas de rosca
|  | Aquest article tracta sobre la novel·la. Vegeu-ne altres significats a «The Turn of the Screw (Britten)». |

Un altre pas de rosca (títol original en anglès The Turn of the Screw) és una novel·la curta de l'escriptor estatunidenc Henry James, publicada l'any 1898. És considerada com un model de la literatura fantàstica, ja que, a causa del seu contingut ambigu i de la seva tècnica narrativa, manté la indecisió del lector entre una interpretació racional o una interpretació sobrenatural del relat. Va ser saludada per Oscar Wilde i Jorge Luis Borges i se n'han fet nombroses adaptacions cinematogràfiques i fins i tot operístiques.
La història té lloc a l'Anglaterra de finals del segle xix. Una institutriu és encarregada per un home, de l'educació dels seus dos joves nebots, Miles i Flora, que viuen sols amb la seva governanta. Al casal inquietant on es desenvolupa la intriga, la nouvinguda comença a percebre aviat un comportament estrany de la part dels nens i a veure aparicions. Mai no hi ha una certesa total sobre si el fantasma existeix o és fruit de la imaginació de la dona.

## Argument
Una institutriu accepta una feina a una casa de camp per tenir cura de dos nens, Miles i Flora, aparentment molt ben educats. De seguida, però comença a veure presències inquietants, que la serventa, Mrs. Grose, encaixa amb antics habitants de la casa ja morts. Aquests fantasmes volen continuar la seva relació amb els nens, que fingeixen no ser conscients de la seva existència però que la institutriu està convençuda que veuen. Es va sabent que els dos apareguts tenien entre ells una relació sexual i s'apunta que potser havien estès aquesta relació amb els nens. Per això la institutriu es marca com a objectiu protegir els infants dels fantasmes.
Un dia, Miles toca el piano i distreu la protagonista, de manera que Flora pot escapar i dirigir-se cap al llac, on aparentment comença a parlar amb la dona morta. La institutriu corre per salvar-la, però tothom nega que hagin vist la presència fantasmal. La nena és enviada a Londres per a la seva protecció. Aquella nit, apareix l'home mort i ella es posa enmig per protegir el nen. Quan afirma que ja no està al seu poder, a Miles se li atura el cor i mor en braços de la institutriu.

## Temes
El tema principal de la novel·la és el qüestionament de la realitat, ja que mai queda clar si els fantasmes existeixen o són una imaginació de la narradora. La resta de personatges neguen haver presenciat les aparicions i sempre apareix una explicació natural per a tot el que succeeix, però el lector es qüestiona constantment si els nens menteixen per protegir els seus favorits ja morts i la protagonista té raó, o, per contra, l'excés d'imaginació fa que ella vegi aparicions on no n'hi ha cap. El contrast entre realitat i aparença s'estén a la casa, amenaçant i terrorífica però en un entorn bucòlic, i als nens, innocents per la seva edat, però que semblen estar sempre maquinant trucs per fugir de la vigilància de la protagonista. El possible secret fosc del passat dels nens en relació amb els antics cuidadors incrementa aquesta ombra de sospita sobre la seva conducta. Aquest secret mai no es fa totalment explícit, sinó que és insinuat per Mrs. Grose.
El qüestionament adopta un punt de vista ètic a l'hora de jutjar la conducta dels personatges. Mrs. Grose apareix com una dona que sap i calla perquè va consentir relacions tèrboles a la casa que havia de cuidar, però al mateix temps és la presència constant per als nens, de tints maternals i l'amiga de la protagonista. La narradora apareix com una jove protectora i sensible i, tanmateix, el seu excés de protecció i imaginació afecta l'estabilitat emocional dels nens. Flora fingeix ser infantil i adora els contes de fades, però després fuig i rebutja la institutriu, encadenada a un passat malèfic, i és la que més sembla mentir. Miles és alhora una potencial víctima d'abusos i un nen encantador i una persona expulsada de l'escola per causes mai aclarides i una manera d'obrar sinistra. Els antics cuidadors simbolitzen el mal i l'amenaça per la seva presència; tanmateix, potser és la mateixa institutriu qui els convoca amb les seves pors i projeccions.
Si s'opta per l'escepticisme davant la presència sobrenatural, llavors cal qüestionar-se la salut mental dels protagonistes, tant de la narradora que té al·lucinacions, com dels traumes arrossegats per Miles, que poden ser una de les causes que expliquin la seva mort, així com les fantasies recurrents i la dificultat per vincular afectivament de Flora. Henry James estava fortament influït per la naixent psicologia, la qual va conrear el seu germà William James. D'aquí que els estats d'ànims i elucubracions de la narradora siguin l'eix a través de què avança la història.

## Estil
El llibre s'emmarca dins la tradició de la novel·la gòtica, per la presència de fantasmes en un entorn inquietant on el casalot actua com a símbol de l'horror. James va conrear aquest gènere amb èxit en diverses ocasions. El qüestionament constant, però, per part de la protagonista de la realitat del que està succeint fa que s'allunyi de les convencions d'aquest gènere per adoptar trets de la novel·la psicològica, ja que el més important de la trama són els pensaments i obsessions de la institutriu. Ella actua com a narradora principal i el relat en primera persona fa que només es focalitzi la trama des del seu punt de vista.
Això dota a la història de més realisme, augmentat pel fet que tot el relat està explicat per un home en una reunió d'amics llegint el testimoni de la dona afectada. La tècnica del manuscrit trobat, freqüent en literatura, serveix per donar versemblança al narrat, perquè tot el que s'explica està ja present en un escrit anterior presentat com a autèntic i no fictici. En la mateixa línia cal interpretar la manca de nom de la institutriu, ja que escriu una confessió avergonyida i no vol donar dades, qüestió plausible atès el contingut de l'escrit. L'home que llegeix havia conegut personalment la noia, de la qual tampoc aporta el nom, un fet també versemblant per no tacar la reputació d'una dona per qui sent estima.
Determinades imatges actuen com a símbols, per exemple els reflexos, tant de la finestra com del llac, on s'apareixen els fantasmes. Són figures que no actuen, només estan quietes mirant cap als nens o la protagonista, creant una atmosfera de tensió creixent. El silenci que les envolta és més aterridor que els sorolls que usualment s'associen a les aparicions en el gènere de terror. Un segon símbol és el vaixell, evident metàfora de viatge entre els dos mons. Flora juga constantment amb vaixells al llac i la mateixa mansió és comparada a un buc per la narradora en una ocasió.
L'estil emocional i directe, ple d'angoixa, que respon a les inquietuds de la narradora, combina amb capítols progressivament breus i un final abrupte que no dona cap explicació i, per tant, deixa en mans del lector la resolució de la història, decidint sobre la realitat o no de les aparicions i dels fets relacionats amb aquestes. Aquesta estructura afegeix el pas de rosca indicat al títol a les històries de fantasmes convencionals. El final negatiu (la nena desapareix i enfadada amb la protagonista i el nen mor) dota d'un aire de tragèdia a la novel·la.

## Adaptacions

### Pel·lícules
- The Turn of the Screw (1959), de John Frankenheimer.
- The Innocents (1961), de Jack Clayton, coescrita per Truman Capote i protagonitzada Deborah Kerr.
- Dr. Phibes Rises Again (1972).
- The Nightcomers (1972), de Michael Winner, amb Marlon Brando.
- House by the Cemetery (1981), de Lucio Fulci.
- Otra vuelta de tuerca (1985), d'Eloy de la Iglesia
- The Others (2001), d'Alejandro Amenábar, s'inspira en certs elements de la novel·la.
- In a Dark Place (2006).

### Òpera
- Un altre pas de rosca (1954), òpera de Benjamin Britten.

### Altres
- Giro di vite (1989), còmic de Guido Crepax.